# IFK Malmö Bandy
IFK Malmö Bandy är Idrottsföreningen Kamraternas bandysektion. Klubben spelade sin första bandymatch redan 1907 men fick en egen sektion 1915 och blev distriktsmästare åren 1928, 1929, 1949, 1953, 1955 och 1956. 
År 1964 lades klubbens bandyverksamhet ner, för att återstartas 2003 på initiativ av Thorild Nilsson och Thomas Rosengren genom att alla i Kävlinge BK enrollerades i Skånes forna bandystorhet.
Säsongen 2006/2007 gjorde IFK Malmö en storsatsning med åtta nyförvärv, varav tre ryska spelare. Detta resulterade i en femteplats av tio lag i division 1 Västra Götaland, trots att laget saknade hemmabana för träning såväl som matcher.
Klubben spelade under senaste säsongen sin närmaste hemmamatch i Varberg, vilket innebar en resa om 400 km tur-och-retur för laget. . Säsongen 2003/2004 vann laget sin division 3-serie Södra Småland på 22 poäng.
Vintern 2005/2006 vann man division 3 Södra Småland och påföljande kval till division 2.
Säsongen 2007/2008 åkte "Nya" IFK Malmö Bandy för första gången ur en serie efter att ha blivit sist i Div 1 Västra Götaland.
Spelåret 2008/2009 gick IFK Malmö Bandy vidare från grundserien i div 2 till fortsättningsserien, där man åstadkom en mittplacering.
Våren 2009 valdes Håkan Rosengren återigen till ordförande. 
Klubben står inför ett stort arbete för att kunna bibehålla sin trots allt höga nivå utan att egentligen ha förutsättningarna, men sektionens framtidsförhoppning är att Malmö Stad äntligen förmår skapa en konstfrusen bandyrink kombinerad med andra kommunala användningsändamål 
– en tämligen modest insats för den nationellt högt ansedda vinteridrotten bandy och den arenatäta storstaden Malmö.
Som jämförelse kan nämnas att lilla Ronneby kommun i grannlänet Blekinge 2008 beslutade anlägga en konstfruseen bandyrink till sitt division 2-lag Fredriksbergs BK. 
IFK Malmös bandyentusiaster bedriver följaktligen sin intensiva och oavbrutna lobbying för motsvarande satsning i 12 ggr större Malmö Stad.
Att publikt intresse föreligger i Malmö står utom allt tvivel; när föreningen en vårsöndag 2006 kvalade sig till en div 2-plats, kom inte mindre än ca 1 500 spontanåskådare till en provisoriskt spolad bandyplan på Limhamnsfältet intill Ribersborgs namnkunniga Öresundsplaya. 
Nuvarande ordförande för klubben är Mats Billenius och bakom honom står ett antal entusiaster som inväntar ett kommunalt beslut om bandykonstfruset i vintermalmö. Med regionens höga idrottsliga potential skulle ett sådant beslut skapa förutsättningar till en ny vinterelitidrott i Malmö – vid sidan av handbollens elitserie och ishockeyns elitserieambitioner.